# Maiopatagium
Maiopatagium es un género extinto de mamaliaforme euharamíyido el cual vivió en Asia durante el período Jurásico. La especie tipo es Maiopatagium furculiferum, la cual fue descrita por Zhe-Xi Luo en 2017; habitó en lo que ahora es la región de Liaoning en China durante el Jurásico Superior (época del Oxfordiense). Maiopatagium y Vilevolodon, descritos conjuntamente, ofrecen pistas sobre las formas en que varios sinápsidos tomaron los cielos en varias oportunidades a través de su evolución.